# Dobrovce
Dobrovce so naselje v Občini Miklavž na Dravskem polju.

## Ulice
V Dobrovcah najdemo 14 ulic:
- Gredlova ulica,
- Halefova ulica,
- Igriška ulica,
- Kašperjeva ulica,
- Kidričeva cesta,
- Mejna ulica,
- Mladinska ulica,
- Na gaj,
- Prečna ulica,
- Šolska ulica,
- Ulica talcev,
- Ulica Tuškovih,
- V kote in
- Vrtna ulica